# Arthès
Arthès is een gemeente in het Franse departement Tarn (regio Occitanie) en telt 2164 inwoners (1999). De plaats maakt deel uit van het arrondissement Albi.

## Geografie
De oppervlakte van Arthès bedraagt 10,0 km², de bevolkingsdichtheid is 216,4 inwoners per km².

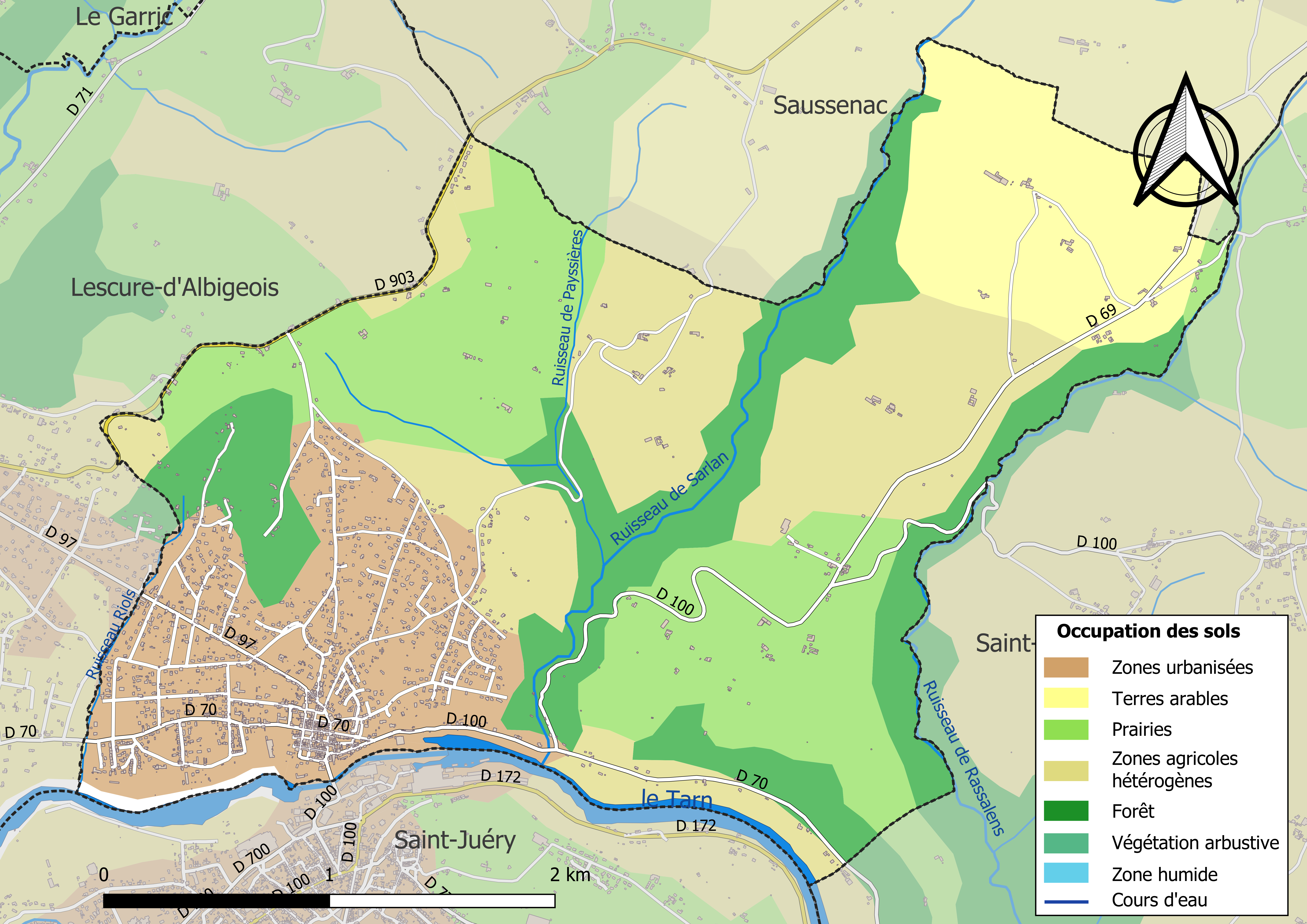
Kaart van de gemeente met de belangrijkste infrastructuur, bodemgebruik en omliggende gemeenten

## Demografie
Onderstaande figuur toont het verloop van het inwonertal (bron: INSEE-tellingen).